# Лунная пыль (роман)
«Лунная пыль» (англ. A Fall of Moondust) — научно-фантастический роман британского писателя Артура Кларка. Впервые опубликован в 1961 году. В 1963 году номинировался на премию Хьюго как лучший роман. На русском языке впервые публиковался в сокращённом переводе Л. Л. Жданова в журнале «Вокруг света» (№8—12 за 1964 год). В 1965 году в одноимённом сборнике издательства «Знание» вышла полная версия романа того же переводчика.

## Сюжет
Луна колонизована землянами и уверенно осваивается. Организованы даже туристические рейсы Земля — Луна и маршрут по Морю Жажды, заполненному лунной пылью, по которому курсирует специальный корабль-пылеход. 
Несмотря на то, что тектонические процессы на Луне давно затихли, спутник Земли всё ещё может преподносить неприятные сюрпризы. В этом убедились Патрик Харрис, капитан пылехода «Селена», его стюардесса Сьюзен Уилкинс и двадцать пассажиров, среди которых был участвовавший в экспедиции на Плутон коммодор Ханстен: пылеход вместе с экипажем и туристами оказался под поверхностью пыли, попав в место выхода газового пузыря, тысячелетиями копившегося в недрах Луны.
Были организованы поиски пропавшего пылехода, который в итоге был найден с помощью тепловизоров, а потом спасатели во главе с главным инженером Лоуренсом начали решать крайне нестандартную задачу — искать способы извлечь людей из лунной пыли, сочетавшей худшие свойства пыли и воды, при том, что на поверхности Луны царит вакуум, а место катастрофы достаточно удалено от лунных поселений.
В то же время, экипаж и туристы «Селены» начали борьбу сначала со скукой в замкнутом пространстве, потом с аварийными ситуациями на борту судна: перегревом из-за недостаточно быстрого теплосброса в окружающую среду, потом — с выходом из строя химических поглотителей углекислого газа, затем с проседанием корпуса пылехода, и, наконец, — с пожаром.
Людей успешно спасли. На борту пылехода Патрик и Сьюзен полюбили друг друга, а после освобождения создали семью. В финале книги Сьюзен беременна.  Сам капитан, которого Луна пыталась убить, принял решение пилотировать межпланетные корабли, выходя на новый уровень своей карьеры.

## Публикации
- Артур Кларк. Лунная пыль. — М.: Знание, 1965. — 344 с. — (Научная фантастика). — 115 000 экз.
- Артур Кларк. Лунная пыль. — М.: Знание, 1966. — 344 с. — (Научная фантастика). — 215 000 экз.
- Артур Кларк, Айзек Азимов. Лунная пыль. Я, робот. Стальные пещеры. — М.: Детская литература, 1969. — 624 с. — (Библиотека приключений). — 300 000 экз.
- Артур Кларк. Миры Артура Кларка. Лунная пыль. — Рига: Полярис, 1998. — 624 с. — 7000 экз. — ISBN 5-88132-354-8.